# Tagliare le parti in grigio
Tagliare le parti in grigio è un film del 2007 diretto da Vittorio Rifranti.

## Trama
Nadia, Paola e Massimo, sopravvissuti ad un grave incidente stradale, si conoscono in ospedale. Quando, dopo il coma e la convalescenza, arriva il momento di tornare a casa e riprendere la vita normale, i tre non riescono a separarsi perché ormai li unisce un legame profondo e misterioso. Si ritrovano allora periodicamente di nascosto in una casa dove casualmente trovano alcune videocassette con delle performance di body art. Paola e Massimo in un primo tempo sono riluttanti, Nadia invece, che in seguito all’incidente ha la schiena deturpata da una grossa ustione, vede in quelle pratiche un modo di accedere al dolore che, come gli altri, non ha sentito al momento dell’incidente e di riappropriarsi del proprio corpo e delle proprie emozioni. Trascinati da Nadia, in un rapporto a tre sempre più esclusivo e morboso, Nadia, Paola e Massimo intraprenderanno un viaggio fisico ed emotivo che li porterà, tra momenti di tensione, di rottura e di riconciliazione, verso una discesa agli inferi dalle conseguenze imprevedibili.

## Premi e riconoscimenti
- Pardo per la Migliore Opera Prima al 60º Festival di Locarno.